# Sailana
Sailana é uma cidade e uma nagar panchayat no distrito de Ratlam, no estado indiano de Madhya Pradesh.

## Geografia
Sailana está localizada a 23° 28′ N, 74° 55′ L. Tem uma altitude média de 479 metros (1 571 pés).

## Demografia
Segundo o censo de 2001, Sailana tinha uma população de 10 903 habitantes. Os indivíduos do sexo masculino constituem 52% da população e os do sexo feminino 48%. Sailana tem uma taxa de literacia de 75%, superior à média nacional de 59,5%: a literacia no sexo masculino é de 83% e no sexo feminino é de 66%. Em Sailana, 13% da população está abaixo dos 6 anos de idade.